# Правило реагуючих зв'язків
п\Правило реагуючих зв'язків (рос. правило реагирующих связей, англ. reacting bonds rule) — одне з набору правил, що описують перехід молекулярних частинок реактантів через перхідний стан у продукти.
- 1. Для внутрішнього руху молекулярної частинки, яка переходить через перехідний стан, характерним є те, що будь-яка зміна, яка робить цей рух важчим, приводить до нової молекулярної геометрії в районі енергетичного бар'єра, при якій рух відбувається далі в цьому ж напрямкові. Зміни, що полегшують рух, викличуть протилежний ефект (це відповідає принципу Геммонда).
- 2. Для внутрішнього руху молекулярної частинки, який відноситься до коливань, є характерним те, що будь-яка зміна, яка спричиняє зсув рівноважної точки коливання в певному напрямку, змістить рівновагу в цьому ж напрямку.
- 3. Зазначені ефекти є найбільшими для зв'язків, що рвуться та утворюються, хоча й сусідні з місцем атаки зв'язки також зазнають певних змін.